# Tancred de Bari
Tancred (n. cca. 1117 – d. 1138), a fost un normand din dinastia Hauteville, devenit principe de Bari și de Taranto de la 1132 până la moarte.
Tancred a fost cel de al doilea fiu al regelui Roger al II-lea al Siciliei cu prima soție a acestuia, Elvira de Castilia.
El a fost numit de către tatăl său pentru a-l înlocui pe principele rebel din Bari, Grimoald de Bari, în 1132. Tancred avea în acel moment doar 15 sau 16 ani. Când a devenit adult, el a devenit, alături de frații săi Roger (duce de Apulia) și Alfons (principe de Capua), unul dintre principalii reprezentanți ai tatălui lor pe continent, în timp ce regele însuși a rămas cel mai mult în Sicilia.
Tancred a murit de tânăr, 1138, iar posesiunile și titlurile sale au fost moștenite de fratele mai tânăr, Guillaume, care ulterior va deveni și regele Siciliei.